# Sam Mendes
Samuel Alexander Mendes (rođen 1. kolovoza 1965.),  engleski kazališni i filmski redatelj, dobitnik Oscara za najbolju režiju za film Vrtlog života.

## Životopis

### Rani život
Mendes je rođen u Readingu, Berkshire, Engleska. Sin je  protestanta,  trinidadskog Portugalca i engleske Židovke. Školovao se na koledžu Magdalen u Oxfordu, a kasnije na Cambridgeu.

### Karijera
Mendes pozornost zaradio svojom produkcijom  Čehovljeva Trešnjina voćnjaka na West Endu s Judi Dench. Nije mu bilo ni 25 godina. Ubrzo je počeo režirati komade za Kraljevsku šekspirijansku družinu. Te produkcije redovito su zarađivale pohvale na račun jasnoće, inteligencije i elegancije.
Radio je i u Kraljevskom kazalištu, gdje je režirao More Edwarda Bonea, The Rise and Fall of Little Voice Jima Cartwrighta, Rođendansku proslavu  Harolda Pintera i Othella.
1992. je postao umjetnički direktor Donmar Warehousea, malog studija u londonskom West Endu kojeg je ubrzo pretvorio u jedno od najuzbudljivijih mjesta u gradu. Prva produkcija mu je bila Ubojice Stephena Sondheima. Među Mendesovim najboljim produkcijama bili su Cabaret Freda Ebba, Stakleni zvjerinjak Tennesseeja Williamsa, Company Stephena Sondheima, Habeas Corpus Alana Bennetta i Čehovljevi Ujak Vanja i Dvanaesta noć.

### Privatni život
Nakon niza romansi s glumicama kao što su Cameron Diaz, Calista Flockhart i Rachel Weisz, Mendes se 24. svibnja 2003. na Karibima oženio s engleskom glumicom Kate Winslet. Njihovo prvo dijete, Joe Alfie Winslet-Mendes, rođeno je 22. prosinca 2004. Razveli su se u ožujku 2010.

## Film
- 1999. Vrtlog života - redateljski debi, osvojeni Zlatni globus i Oscar za režiju.
- 2002. Put do uništenja - temeljen na crtanom romanu Maxa Allana Collinsa
- 2005.  Gušteri
- 2006. Starter for Ten, izvršni producent
- 2008. Put oslobođenja
- 2019. 1917.

## Česti motivi
- U svoja prva tri filma motiv kiše najavljuje smrt. U Vrtlogu života, krvavi vrhunac se događa za vrijeme kišne noći. U Putu do uništenja, ubojstva na početku se odvijaju u kišnoj noći. U Gušterima, "kiša" nafte simbolizira smrt marinaca u američkoj vojsci.
- Još jedan zaštitni znak kroz njegova prva tri filma je pripovjedač koji počinje i završava film na sličan način: Lester u Vrtlogu života, Michael u Putu do uništenja i Swofford u Gušterima.
- Često angažira  Chrisa Coopera.
- U svim dosadašnjim filmovima je za glazbu angažirao Thomasa Newmana, a glazba iz Vrtloga života i Puta do uništenja je nominirana za Oscara.

## Vanjske poveznice
- Sam Mendes u internetskoj bazi filmova IMDb-u (engl.)